# Gottlob Schumann (Industrieller)

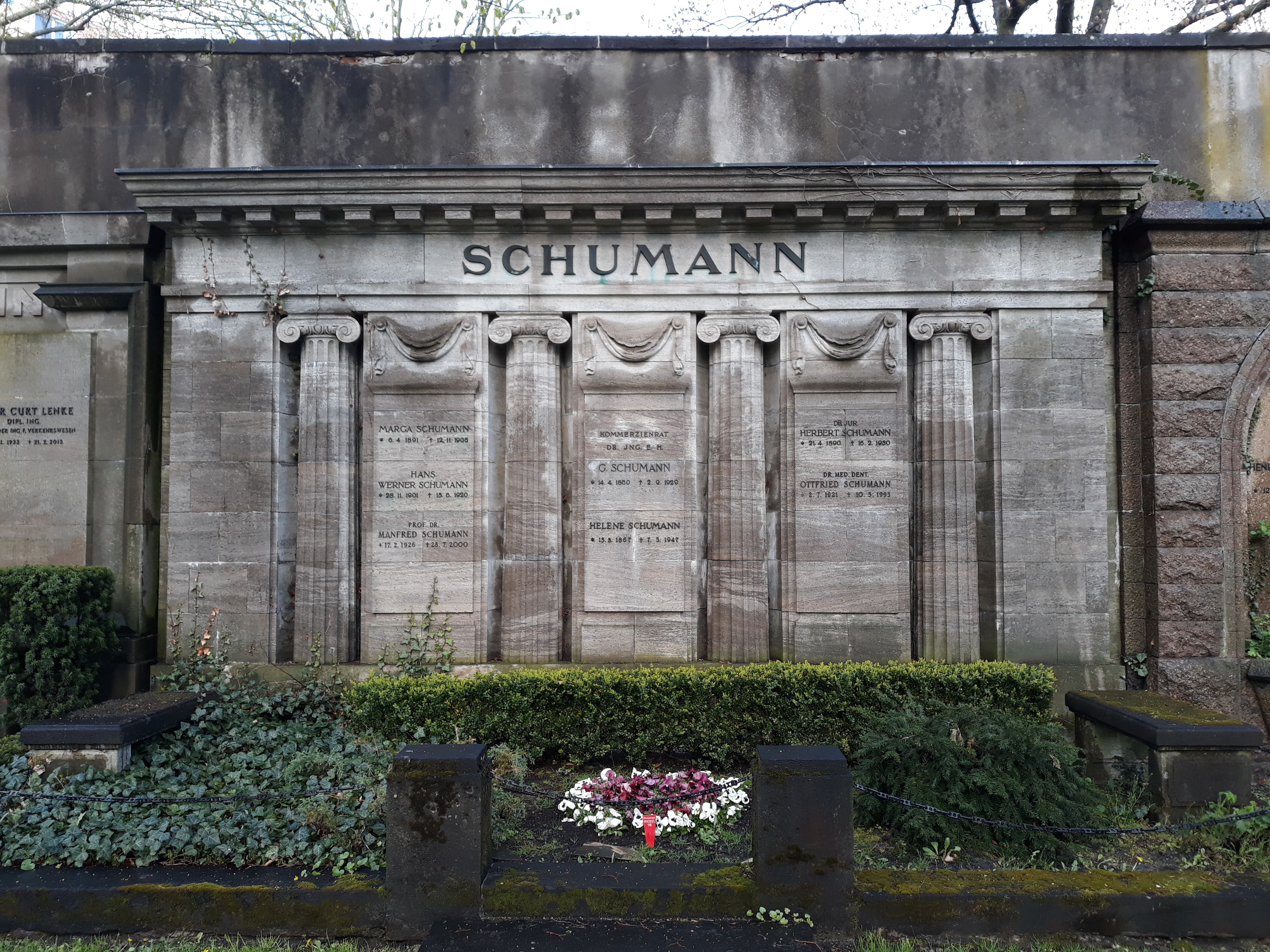
Das Grab von Gottlob Schumann und seiner Ehefrau Helene geborene Altrichter im Familiengrab auf dem Friedhof Wilmersdorf in Berlin

Georg Gottlob Schumann (* 14. Juni 1860 in Klettwitz; † 2. September 1929 in Grube Ilse bei Großräschen) war ein deutscher Bergwerks-Direktor. Durch sein Wirken prägte er entscheidend einen der größten deutschen Braunkohlenkonzerne, die Ilse Bergbau AG.

## Leben
Schumann war der Sohn eines Bauern aus Klettwitz.
Er absolvierte eine Ausbildung zum kaufmännischen Angestellten bei der Deutschen Reichspost und arbeitete dann in der Postverwaltung. 1880 begann seine Tätigkeit beim Braunkohlenwerk Ilse. Nach dessen Umwandlung in die Ilse Bergbau AG 1888 erhielt Schumann Prokura. Im Jahr 1894 wurde Schumann zum Stellvertretenden Direktor ernannt. 1897 wurde er in den Vorstand des Unternehmens berufen. Ab 1906 bis zu seinem Tode 1929 war Schumann schließlich Generaldirektor der Ilse Bergbau.
Die 1906 in Brieske erschlossene Grube Marga, die nach Schumanns bereits im Kindesalter verstorbener Tochter benannt war, legte den Grundstein für den Aufstieg der Ilse Bergbau AG zum größten Unternehmen der Lausitzer Braunkohlenindustrie. Schumann führte bereits früh Marketingmethoden wie Sichtwerbung auf Berliner Omnibussen ein, trieb die Modernisierung des Unternehmens voran und führte das Unternehmen durch eine straffe, schlanke Unternehmenshierarchie und -verwaltung erfolgreich durch die wirtschaftlich schwierige Kriegs- und Nachkriegszeit. 1929 steuerte er das Unternehmen durch die feindliche Übernahme der böhmischen Braunkohlenindustriellen Ignaz und Julius Petschek.
Im Sozialbereich etablierte Schumann das „System Ilse“ mit Werkssiedlungen wie z. B. der Gartenstadt Marga, einer Pensionskasse, einem Gratifikationssystem und einer Werkssparkasse. Damit wurde ein Großteil der Stammbelegschaft an das Unternehmen gebunden.
Ihm wurde der Ehrentitel Kommerzienrat verliehen. Schumann war weiterhin Vorsitzender des Niederlausitzer Brikettsyndikats.

## Gottlob-Schumann-Preis
Die Hochschule Lausitz verleiht seit 1999 alljährlich den nach ihm benannten Gottlob-Schumann-Preis für herausragende Graduiertenarbeiten. Die Hochschule erinnert damit an einen Unternehmer, der durch „sein Wirken zum Begründer des wirtschaftlichen Aufschwungs in der Lausitz“ wurde.